# 鬼姫VS
『鬼姫VS』（オニヒメヴァーサス）は、原作：林達永（イム・ダリョン）、作画：李秀顯（イ・スヒョン）による日本の漫画作品。

## 概要
1人の少年と鬼一族と呼ばれる者たちを取り巻く伝奇アクション。
元々は増刊の『コミックヴァルキリーハード』に掲載していたが、その後2008年3月発売の『コミックヴァルキリー』Vol.11に場所を移して正式に連載を開始した。同誌では複数回掲載されることもあるなど、主力作品となっている。

## あらすじ
ある夜、自分の未熟さに耐えられず自殺しようとした少年（柏木セツナ）の元に、「仲介人」の男が現れる。大金と引き換えに命を売ってくれと頼まれる。やがてこの出会いが少年の運命を大きく変えていく…。

## 登場人物

### 主要人物
柏木 セツナ（かしわぎ セツナ）
この作品の主人公。眼鏡をかけている。いじめられっ子で、生まれつき心臓が悪い。秋葉原のおたくにさえ非難されてしまう。鬼一族と呼ばれる者達と契約を交わしたことにより、余命はわずか1年となる。
（白姫）カンナ
鬼一族の姉妹の姉。セツナの命を買った1人。お色気たっぷりの豊満ボディが特徴。喜怒哀楽が激しく、大雑把な性格。セツナとの出会いから数日後、白雪カンナの名前で教師を務めることに。大食漢で尚且つ早食い。力が強く、柏木家に度々やってくる借金取りをあっという間にボコボコにし、アネさんと言わしめたほど。ちなみに1度だけクラブでも働いたことがあるが、偶然そこでも借金取りと再会し、酒を豪快に飲ませている。武器は「金剛棍」。
（黒姫）レナ
鬼一族の姉妹の妹。セツナの命を買った1人。姉とは対照的に、端麗な姿をしている。口数が非常に少なく、基本的に相手と会話する時は紙に書いて意思表示をする。感情も表に出すことは滅多にない。後にメイドカフェで働き、来客の人気を博す。彼女もまたよく食べるが、食べる速度はかなり遅い。武器は「生霊」と「死霊」の剣。
有馬 翔子（ありま しょうこ）
セツナのクラスメイトで、セツナをいじめている。しかし、カンナが教師になってからは少しずつその様子に変化が見られる。本人曰く、セツナは奴隷。
（赤姫）ヒナ
秋葉原で有馬の元に突如現れた人物。カンナとレナの従姉。力のトラと技のウサギを呼ぶことが出来る。

### その他
柏木 ミレイ（かしわぎ ミレイ）
セツナの姉。両親の死去に伴い、その役割を務めている。借金に苦しむが、非常に優しい性格を持つ。カンナとレナが柏木家にやってきた時は相当喜んだ。
仲介人
鬼一族とセツナに契約を交わした張本人。それ以外についてはほとんど謎に包まれている。

## 単行本
- 1巻 ISBN 9784860326432（2008年9月30日発売）
- 2巻 ISBN 9784860327521（2009年5月13日発売）
- 3巻 ISBN 9784860329655（2010年8月30日発売）
- 4巻 ISBN 9784799203330（2012年11月2日発売）